# Camilo Morán
Camilo Andrés Morán Bahamondes (San Javier, 17 de abril de 1990) es un administrador público y político chileno, integrante de la comisión política Renovación Nacional (RN). Se desempeñó como diputado por el distrito N.° 8 de la Región Metropolitana, designado en reemplazo de Mario Desbordes.

## Biografía
Es hijo de Camilo Morán Arce, propietario de una desarmaduría de vehículos en la comuna de Lo Prado y de Yaqueline Bahamondes Villar. Está casado con María Jesús Collado Rebolledo.
Cursó su enseñanza básica en la Escuela Salvador Sanfuentes (egresando en 2003) y la enseñanza media en el Colegio San Sebastián (egresando en 2007), ambos en la ciudad de Santiago. Posteriormente realizó estudios superiores de administración pública y tiene un diplomado en comunicación política y campañas electorales de la Pontificia Universidad Católica (PUC).

## Carrera política
Militante de Renovación Nacional (RN) desde los 18 años, es miembro de la comisión política de la colectividad. En las elecciones municipales de 2016 resultó electo como concejal de la comuna de Lo Prado y fue presidente de RN de la Región Metropolitana.
En 2018 se desempeñó como asesor  del Ministerio Secretaría General de Gobierno. Fue jefe de campaña en la candidatura parlamentaria de Mario Desbordes y su jefe de gabinete.
El 28 de julio de 2020 fue designado por su partido para reemplazar a Desbordes —quien fue nombrado como ministro de Defensa por el presidente Sebastián Piñera— en su cupo como diputado por las comunas de Colina, Lampa, Tiltil, Pudahuel, Quilicura, Maipú, Estación Central y Cerrillos, para completar el periodo 2018-2022. Asumió su cargo el 4 de agosto de ese mismo año. Integra las Comisiones permanentes de Ciencias y Tecnología; y Defensa Nacional.
El 21 de noviembre de 2021 fue candidato a la diputación por el distrito en que asumió, no siendo electo al resultar con un 1,43% de los votos.

## Historial electoral

### Elecciones parlamentarias de 2021
- Elecciones parlamentarias de 2021 a Diputado por el distrito 8 (Cerrillos, Colina, Estación Central, Lampa, Maipú, Til Til, Pudahuel y Quilicura)[8]